# Număr triunghiular și pătratic
În matematică, un număr triunghiular și pătratic sau număr pătratic și triunghiular este un număr care este atât un număr triunghiular, cât și un număr pătratic. Există infinit de multe asemenea numere, primele câteva sunt:
0, 1, 36 (număr), 1225, 41616, 1413721, 48024900, 1631432881, 55420693056, 1882672131025, 63955431761796, 2172602007770041, 73804512832419600, 2507180834294496361, 85170343853180456676, 2893284510173841030625

## Formule
Notând cu Nk al k-lea număr triunghiular și pătratic, cu sk respectiv tk numerele corespunzătoare pătratice și triunghiulare există relația: 
{\displaystyle N_{k}=s_{k}^{2}={\frac {t_{k}(t_{k}+1)}{2}}.}
Fie n rădăcina triunghiulară a unui număr triunghiular N = n(n + 1)/2. Rezolvând această ecuație de gradul 2 se obține:
{\displaystyle n={\frac {{\sqrt {8N+1}}-1}{2}}.}
Deci, N este triunghiular (n este întreg) dacă și numai dacă 8N + 1 este un pătrat. Prin urmare, numărul pătratic M2 este și el triunghiular dacă și numai dacă 8M2 + 1 este un pătrat, adică numerele x și y satisfac relația x2 − 8y2 = 1. Aceasta este o ecuație Pell cu n = 8. Toate ecuațiile Pell au pentru orice n soluția trivială x = 1, y = 0, care idexată este notată (x0, y0) = (1,0). Dacă (xk, yk) este cea de a k-a soluție netrivială a oricărei ecuații Pell pentru un n dat, se poate arăta că
{\displaystyle {\begin{aligned}x_{k+1}&=2x_{k}x_{1}-x_{k-1},\\y_{k+1}&=2y_{k}x_{1}-y_{k-1}.\end{aligned}}}
Există o infinitate de soluții la orice ecuație Pell, printre care există una netrivială ori de câte ori n nu este un pătrat. Prima soluție netrivială când n = 8 este (3,1). Soluția (xk, yk) pentru n = 8 dă un număr triunghiular și pătratic și rădăcinile sale pătratice și triunghiulare după cum urmează:
{\displaystyle s_{k}=y_{k},\quad t_{k}={\frac {x_{k}-1}{2}},\quad N_{k}=y_{k}^{2}.}
Prin urmare, primul număr triunghiular și pătratic, derivat din (3,1), este 1, iar următorul, derivat din 6 × (3,1) − (1,0) = (17,6), este 36.
Șirurile Nk, sk și tk sunt șirurile OEIS A001110, respectiv OEIS A001109 și OEIS A001108.
În 1778 Leonhard Euler a determinat formula explicită
{\displaystyle N_{k}=\left({\frac {\left(3+2{\sqrt {2}}\right)^{k}-\left(3-2{\sqrt {2}}\right)^{k}}{4{\sqrt {2}}}}\right)^{2}.}
Alte formule echivalente (obținute prin dezvoltarea acestei formule) sunt:
{\displaystyle {\begin{aligned}N_{k}&={\tfrac {1}{32}}\left(\left(1+{\sqrt {2}}\right)^{2k}-\left(1-{\sqrt {2}}\right)^{2k}\right)^{2}\\&={\tfrac {1}{32}}\left(\left(1+{\sqrt {2}}\right)^{4k}-2+\left(1-{\sqrt {2}}\right)^{4k}\right)\\&={\tfrac {1}{32}}\left(\left(17+12{\sqrt {2}}\right)^{k}-2+\left(17-12{\sqrt {2}}\right)^{k}\right).\end{aligned}}}
Formulele explicite corespondente pentru sk și tk sunt:
{\displaystyle {\begin{aligned}s_{k}&={\frac {\left(3+2{\sqrt {2}}\right)^{k}-\left(3-2{\sqrt {2}}\right)^{k}}{4{\sqrt {2}}}},\\t_{k}&={\frac {\left(3+2{\sqrt {2}}\right)^{k}+\left(3-2{\sqrt {2}}\right)^{k}-2}{4}}.\end{aligned}}}

### Relații de recurență
Există relații de recurență pentru numerele triunghiulare și pătratice, precum și pentru laturile pătratului și triunghiului implicat: 
{\displaystyle {\begin{aligned}N_{k}&=34N_{k-1}-N_{k-2}+2,&{\text{with }}N_{0}&=0{\text{ and }}N_{1}=1;\\N_{k}&=\left(6{\sqrt {N_{k-1}}}-{\sqrt {N_{k-2}}}\right)^{2},&{\text{with }}N_{0}&=0{\text{ and }}N_{1}=1.\end{aligned}}}
Și:
{\displaystyle {\begin{aligned}s_{k}&=6s_{k-1}-s_{k-2},&{\text{with }}s_{0}&=0{\text{ and }}s_{1}=1;\\t_{k}&=6t_{k-1}-t_{k-2}+2,&{\text{with }}t_{0}&=0{\text{ and }}t_{1}=1.\end{aligned}}}